# Han Kao-cu kínai császár
Kao-cu (Kr. e. 247. október 30. – Kr. e. 195. június 1.) kínai császár Kr. e. 202-től haláláig, a Han-dinasztia megalapítója.
Kao-cu, eredeti nevén Liu-pang paraszti családból származott, és pályafutását rendőrként kezdte a Csin-dinasztia idejében. A Kínát egyesítő Csin Si Huang-ti halála után a Hsziang-jü nevű hadúr vezette lázadók oldalára állt, aki győzelme után visszaadta sok korábbi nemes rangját, és birtokokat osztogatott hadvezérei között. Liu-pang a nyugat-kínai Han Királyságot (a mai Szecsuán és Senszi tartomány déli része) nyerte el.
A korábbi szövetségesek hamarosan egymás ellen fordultak, polgárháború tört ki, és a ravasz Liu-pang győzedelmeskedett a katonai, de nem politikai tehetséggel bíró Hsziang-jü felett. Csak Kr. e. 202-re állt helyre a béke, amikor Hsziang-jü öngyilkos lett, Liu-pang pedig Kao-cu néven végre Kína császári trónjába ülhetett. Ő maga ugyan durva ember volt, de ösztönözte a műveltség felvirágoztatását. Különös gondot fordított a vidéki gazdaság felvirágoztatására és a parasztság adóterheinek enyhítésére. Személyi ügyekben általában emberségesen járt el, de az uralmát belülről fenyegetőkkel szemben nem ismert kíméletet.
Kao-cu 7 éven át uralkodott, és 51 évesen hunyt el. A trónon fia, Huj-ti követte.

## Lásd még
- A Han-dinasztia családfája

| Előző uralkodó: Jing Ce-jing | Kínai császár Kr. e. 202 – Kr. e. 195 | Következő uralkodó: Huj-ti |